# Via Nazionale (Firenze)
Via Nazionale è una via del centro di Firenze, da piazza dell'Indipendenza a largo Alinari, che si immette in piazza della Stazione.

## Storia e descrizione
La strada è relativamente recente: appare strano immaginare quella che oggi è una delle più trafficate direttrici del centro cittadino (affollata dal traffico che va verso la stazione) come una tranquilla traversa limitata tra via Guelfa e via Faenza, come appare nella pianta del Buonsignori del 1594, prima cioè che venisse allungata fino a raggiungere il monastero di Santa Caterina d'Alessandria e poi i viali. 

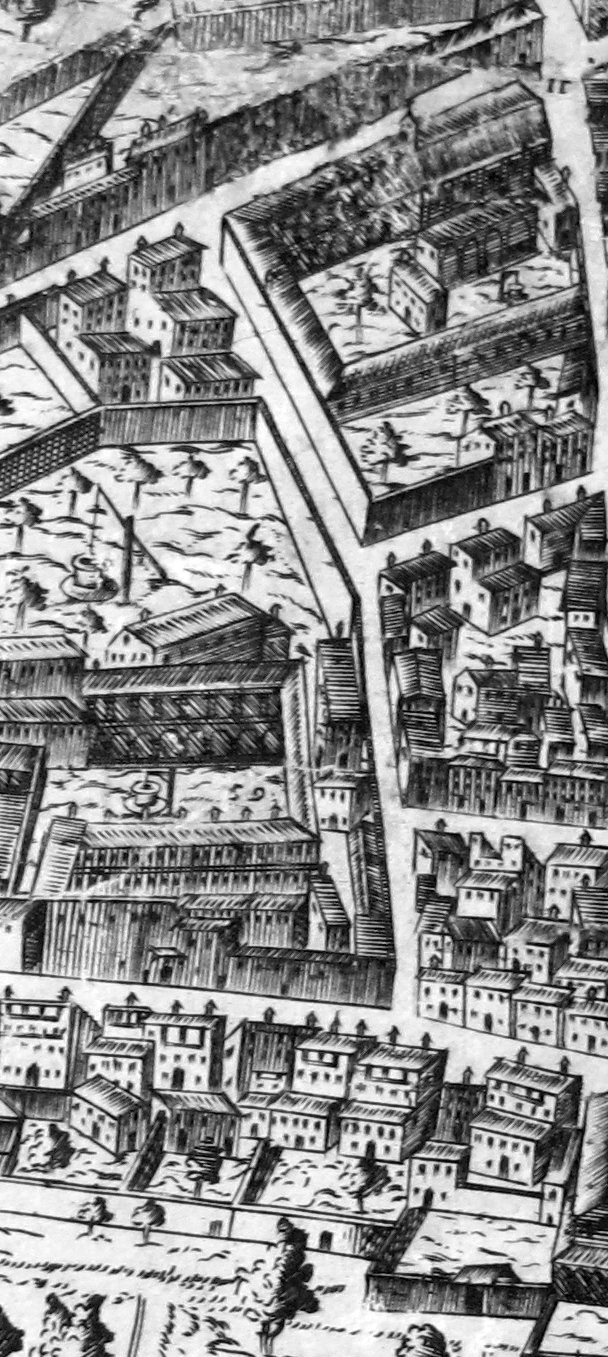
Via Nazionale in un dettaglio della mappa del Buonsignori

La via ha assunto la denominazione attuale solo nel 1859, prima si chiamava via Tedesca dall'attuale Largo Alinari fino a via Faenza (per via di un ospedale dei Cavalieri Teutonici); via di Cafaggio fino a via dell'Ariento; via di Santa Caterina fino a via Guelfa; via Della Robbia fino a piazza Indipendenza, poiché proprio qui si trovava anticamente il laboratorio della celebre famiglia di scultori e ceramisti: durante degli scavi per la realizzazione di una fognatura vennero ritrovati e resti di una fornace con numerosi cocci di ceramiche malriuscite. In via Tedesca aveva sede la Compagnia dell'Assunta di via Tedesca, che dava anche il nome a un tratto di via dell'Ariento. 
Nel 1864 in cima alla via venne costruito il cosiddetto Politeama Nazionale o Arena Nazionale, un teatro all'aperto all'interno del giardino Franchetti. Verso la fine dell'Ottocento venne in parte coperto, mentre nel 1936 venne demolito per edificare il monumentale Cinema Rex, poi rinominato Apollo, su progetto di Nello Baroni. Chiuso da decenni il Teatro Apollo, è adesso oggetto di un lavoro di ripristino architettonico (non ancora concluso nel 2013) che lo dovrebbe trasformare in appartamenti residenziali. 

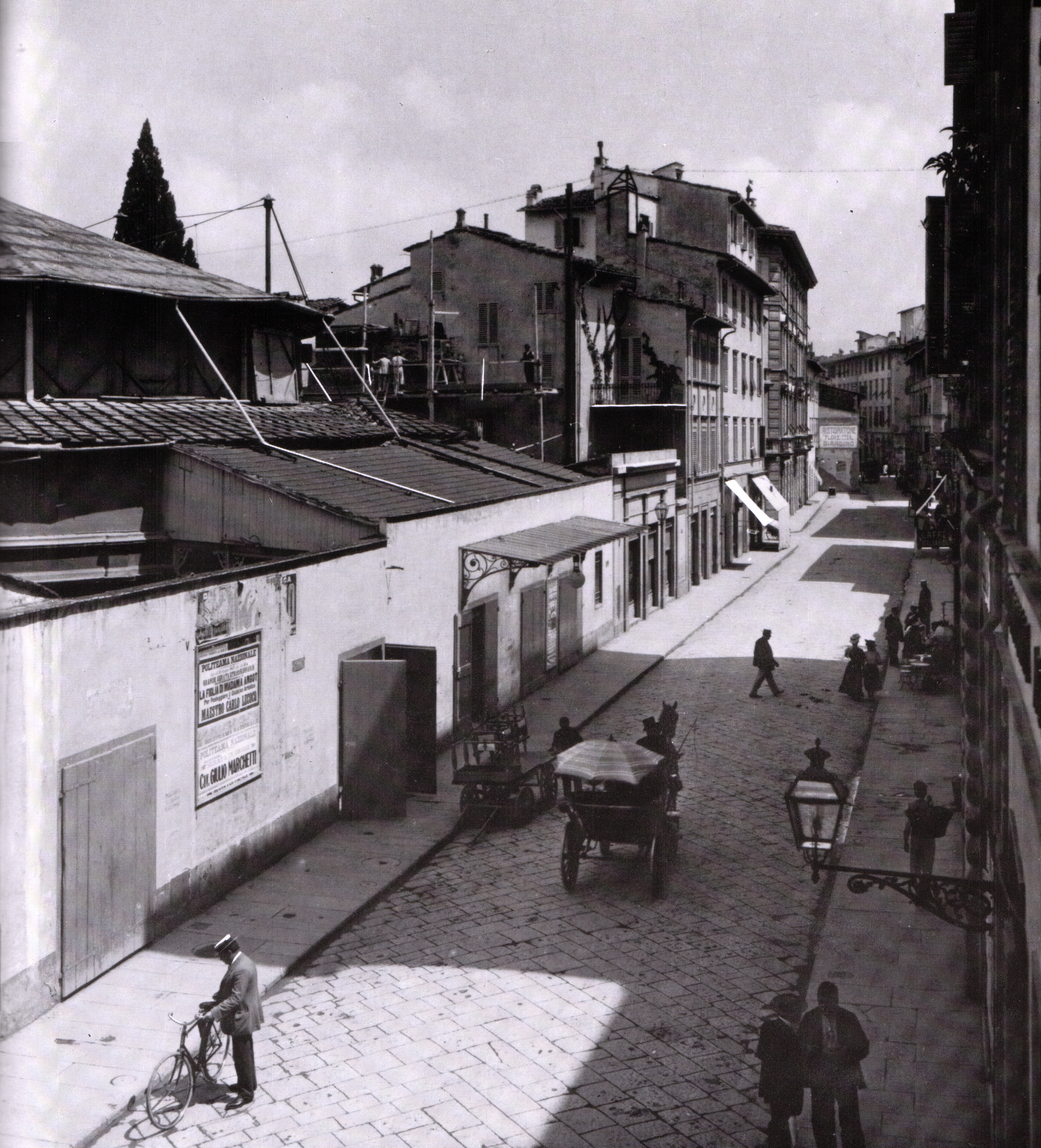
Via Tedesca con l'Arena Politeama

In via Nazionale si trovano numerosi tabernacoli, come la Madonna con Bambino contornata da un fregio in stile robbiano vicino all'angolo con via dell'Ariento, e soprattutto il grande Tabernacolo delle Fonticine, capolavoro di Girolamo della Robbia, probabilmente aiutato dal fratello Giovanni. Fu commissionato dalla Potenza di Belem, una delle Potenze festeggianti fiorentine, come ricorda l'epigrafe alla base del complesso monumento. Cinque teste di cherubino versano acqua in una vasca sottostante. Un tabernacolo con San Giuseppe si trova all'angolo con via Chiara, mentre uno dedicato alla Vergine, forse di Giovanni Antonio Sogliani, si trova all'angolo con via Guelfa.
Una lapide ricorda la riunione svoltasi in una palazzina dei Ciompi prima della loro famosa rivolta, mentre al numero 26 una targa cita il poeta veronese Aleardo Aleardi.
Nella strada passa parte del traffico diretto alla stazione di Santa Maria Novella.